# Правец
 Тази статия е за града.  За компютрите вижте Правец (компютри).  
Правец е град в Западна България. Той се намира в Софийска област, на 11 км от Ботевград на северозапад. Градът е административен център на Община Правец. Разстоянието до столицата София е 60 км.
По данни на ГРАО към 15 юни 2023 г. в града живеят 4189 души по настоящ адрес и 4280 души по постоянен адрес.

## География
Град Правец се намира в малката котловина, през която преминава граница, отделяща физикогеографската подобласт на Стара планина от тази на Предбалкана. На север котловината е ограничена от Лакавишкия рид („Бърдо“) и Остромския рид от Предбалкана, а от юг я ограждат живописните гористи склонове на рида Било планина (в. Маняков камик, 1439 м.) – издънка на Централната старопланинска верига. Източна граница на котловината е седловината Правешки връх, а в западна посока рътът Гребена от Било планина и възвишението Мъртви маж при с. Разлив я отделят от Ботевградското поле.
Основният водосбор на котловината се осъществява в река Лакавица, ляв приток на р. Малък Искър, в която се вливат множеството по-малки реки и потоци, водещи началото си от Било планина – Витомерица, Градешница, Правешка (Стара) река, Драгневска, Скърнавска, Калница (последните две подхранват и язовир „Правец“) и др.
Градът попада в зоната на умереноконтиненталния климат с годишен сбор от валежи 746 мм, който е по-висок от средните за страната. Валежите са сравнително добре балансирани през годината – зимните са 113 мм, пролетните – 215 мм, летните – 256 мм, и есенните – 162 мм. Средногодишната температура е 10,8 °C. Температурата на най-студения месец – януари е със средна стойност 1,4 °C, а най-топлият месец – юли, е със средна величина 21,6 °C. Ясното време и слънчевото греене в котловината се измерва на 2160 часа в годината. Значителен е броят на слънчевите дни в късна есен и през зимата. Дните с мъгла са малко – едва от 7 до 10-годишно, което нарежда Правец на едно от първите места в България по този показател.
В геогафично отношение районът се намира върху ядката на Бенковския антиклинорий, обхващащ зоната от връх Ком до поречието на Ропотамо. Почвите и тревите в Правешката котловина са твърде плитки, а под тях се намира здравата скална основа на гранодиоритите – добър градивен и декоративен материал. В пролома на р. Витомерица се срещат гнайси, шисти и най-вече пясъчници, също така и варовици. В североизточната част на котловината се срещат шисти, филити, скали със слюдест отблясък при разломяване и с кварцови примеси, а също така и мрамори. Възвишенията на Предбалкана, както и средновисоките части на Било планина са покрити със светлосиви горски почви. Делувиално-ливадните почви на юг от Правешкия рид са образувани в резултат от силната ерозионна дейност в миналото. По състав те са силно песъчливи или песъчливо-глинести и притежават естествен хумус от едва 1 до 1,1%. На север от Било планина почвата е светлосива и е със силно кисела реакция. Глинестата ѝ структура я прави трудно водопропусклива, в резултат на което при обилни валежи се преовлажнява бавно.

## История

### От средата на 2 хил. пр. Хр. до 6 век сл. Хр.
Съвременният град Правец е наследник на стари поселения в едноименната Правешка котловина – за това свидетелстват десетината надгробни могили в землището на селището, крепостните руини с древнотракийски произход в местността Градище (на възвишението Камичето в Било (планина)), на връх Боровéц (в Лакавишкия рид) и на връх Острома (от едноименния Остромски рид), както и римските пътища и мостове в околностите му. Най-вероятно първите материални следи от цивилизация са оставени от тракийското племе трибали. Селищното наименование Правец произхожда от старобългарската дума „правьць“ (същ. име от м.р.), означаваща „прав път“.
Културните наслоявания и редица артефакти показват демографска, битова и стопанска приемственост в овладяването и усвояването на котловината от човека и през Късната античност и Средновековието, когато крепостните съоръжения на Градище, Боровéц и Острома са изпълнявали важни охранителни и комуникационни функции в старопланинската укрепителна система.
Историята и името на Правец са тясно свързани с околните планински проходи и двата важни пътя, които пресичат землището му – единият е водил от Видин през София към Македония, а другият – от София за стратегически важния през късното средновековие и първите векове на османското владичество Никопол.
През правешкото землище преминават на връщане към Македония, след успешния си поход срещу скитите, войските на цар Филип II Македонски през 339 г. пр. Хр. Тогава местните трибалски племена ги пресрещат в планинските клисури, предявяват претенции към плячката, носена от македонците, сражават се за нея и, след като раняват самия Филип II, я задигат. Оттук преминават и военните походи на ромейският император Исак II Ангел, който повел армиите си през 1188 г. срещу укрепилите се в Ловеч Асеневци, както и търновските царе при военните им кампании в Македония (напр. Михаил III Шишман в 1330 г.).

### Под османско владичество
Първите писмени документи, в които е отразено съществуването на селище в землището на Правец, са от втората половина на XV в. – османски тимарски регистри (дефтери) на Никополския санджак (първият е датиран към 1475 г., а вторият – в самия край на века). От по-стария регистър се подразбира, че селището е съществувало и през 1431 г., когато също бил извършен опис на тимарите в санджака. В дефтерите се съобщава за пръв път и името на селището – Бравидж (Bravic – ойконима „Правец“, приспособен към особеностите на османотурския език), наричано още Осиковиджа (Osikovica – Осиковица, съседно на Правец село). Регистрите информират, че селото е дервентджийско, проходно, и че жителите му са разположени да пазят прохода на две групи – на входа (Правец) и на изхода на планинската клисура (Осиковица).
Местоположението на село Правец в първите столетия на османското владичество било на югозападните склонове на възвишението Черковище от Остромския рид, точно над мястото, където старият път за Русе и Варна и река Витомерица навлизат в Лакавишката клисура.
На близкия, невисок, но обзорен връх Стражка могила местното население било задължено да поддържа стража, която да следи движението в прохода на планината Караджа (Karaca – Сърница), наричана днес Лакавица. От специално издигната на високи дървени пръти колиба дежурящите наблюдавали пътя и със звук на тъпан съобщавали на пътниците, че са ги забелязали и проходът е сигурен. Наред с това жителите на селото трябвало да помагат на преминаващите при преодоляването на трудните отсечки както с впрегатен добитък, така и със собствени сили. Срещу задължението да охранява прохода, на практика военизираното местно население било освободено от заплащането на някои данъчни задължения, както и от повинности като кръвния данък, но било включено в тимарската система. Този статут на селището се запазил почти до средата на XVIII в.
Гарантираните от османската власт данъчни облекчения и вътрешно самоуправление на дервентджийското село Правец, както и въоръженият статут на жителите му, благоприятствали неговото разрастване и замогване – според свидетелства селото било наричано от турците „Алтън Бравча“ (Правча) – Златен Правец.

Свидетелство за Правец и за наличието на християнски храм в селището има в приписка към четвероевангелие от 1573 г., писано в село Горна Митрополия. Приписката е датирана в 1669 г. и съобщава, че баба Деа от село Правец купува въпросното евангелие за местната съборна черква „Вси Светии“. 
Значително влияние в икономическото и културното развитие на Правец в епохата на османското владичество оказвал богатия по това време рударски град Етрополе. Близостта между двете селища и важният търговски път, който ги свързвал (Видин – София – Битоля), допринасяли за обвързването и допълването на техните икономики. Докато рударството в Етрополе процъфтявало, в Правец се развивали и съпътстващите го занаяти като леярство, ковачество, производство на оръжия и сечива, златарство, производство на дървени въглища за металургичните пещи и др. За издигане и поддържане на културното и просветното равнище на местното население и съхраняването на българското етническо самосъзнание допринасял близкият Етрополски манастир „Св. Троица“ (Варовитец) – най-значимият книжовен и просветен център в българските земи през XVI и XVII в. след Рилския манастир, в който възниква и се развива прочутата Етрополска калиграфско-художествена книжовна школа.
Поредица от политически и социални сътресения и природни катаклизми през XVI и XVII в., като опита за насилствена ислямизация и опожаряването на селища и манастири в Жлебà (Ботевградската котловина) през 1636 г., репресиите на османската власт след Второто Търновско въстание през 1686 г., влошените климатични условия през XVII в., разрушителното земетресение от средата на XVIII в., чумните епидемии през 1749 и 1771 г., кърджалийските разорения през 1792, 1794 г. и по-късно, както и изчерпването на достъпните рудни залежи в Етрополския балкан, довели до икономическото и културното западане на Правец. Замирането на занаятите, свързани с металообработването, принудило местните жители да потърсят нов поминък в земеделието и скотовъдството – най-вече в овчарството, покрай което впоследствие се развили кожарството, козинарството, обущарството и др. Вероятно с тези събития е свързано и изоставянето на старото поселище на възвишението Черковище и пръсването на местното население из махали и колиби в Правешката котловина, в широките граници на съвременния град.
Правец бързо се съвзема от катастрофалните икономически сътресения и обществените катаклизми, разтърсващи западащата Османска империя – последвалите кърджалийски грабежи и разорения. Правчани противодействали на анархията с образуването на доброволческа чета – „хайта“ с предводител Витко Лалов, която пресрещала кърджалиите в планинските теснини и ги обръщала в бягство.
След Кримската война (1856 г.) правчани, подучени от първенците Илчо Благов и Стамен Вълков, се опълчват срещу ангарията. Те категорично отказали да работят даром в чифлиците на златишките бейове. Въпреки съпротивата на бейовете и репресиите, ангарията била окончателно премахната.

### Възраждане
В настъпващата епоха на Българското Възраждане правчани проявяват живото си национално чувство, нестихващия си порив за свобода и жажда за учение и просвета. Първото килийно училище в Правец е отворено през 1820 г. в дома на поп Тодор и е едно от най-старите в този край. Правчани издигат нова черква върху развалините на разрушения при кърджалийските набези храм през 1853 г., и възстановяват в 1866 г. манастира „Св. Тодор Тирон“ в покрайнините на селището.
След изоставянето на Етрополския проход като главна транспортна връзка между северна и югозападна България и прокарването през 1866 г. на т. нар. Мидхадов път (София – Русе) през Арабаконашкия проход и през Лакавишката клисура при Правец, правчани бързо устройват в северната покрайнина на селото покрай новия главен път редица от ханове, влезли в историята под името Правешко-чепилските ханове. За няколко десетилетия ханджийството се превръща в основен поминък на известен брой правчански семейства.

### Освободителни борби
През 1870 г. Васил Левски основава в селото, в дома на поп Марко Тодоров, Частен български революционен комитет с псевдоним „Рушид Ходжоолу“ – един от най-дейните в редиците на Вътрешната революционна организация. Главни дейци на комитета били Цветко Вълков Пенкин, Продан Цолов Табака, Илчо Табака, Саво Вълков, Тодор Цолов Топалски, Генчо Вълков Топалски, Цоло Вълков Топалски, Иван Станев Чорбана, свещеник Марко Тодоров и др. Апостолът на свободата на два пъти посещава Правец. Там се разискват важни за освободителното движение въпроси, като повдигането на бунт в Македония. В първото издание на „Миналото“, поборникът Стоян Заимов отбелязва, че председателят на комитета Цветко Вълков е „потопил цялото село Правец, с мъжете, жените, децата, кучетата и котките в комитетския 'бояджи кюпю' (бояджийски кюп)“.
Правец и ханът на председателя на местния ЧБРК Цветко Вълков се превръщат в щабквартира на помощника на Левски Димитър Общи и база на тайната чета, играеща роля на комитетска полиция. В Правец е уточнен планът за обира на турската хазна в Арабаконак през есента на 1872 г., а ханът на Цветко Вълков служи за база на четата, извършила обира. В състава ѝ, освен тетевенските колибари, участват и трима правчани – Цветко Вълков, Никола Цветков и Вълко Цолов. Овчарят и член на комитета Вълко Цолов Топалски (23 г.) завежда четата до мястото на засадата, а парите, взети при обира, са разпределени в кошарата на баща му – Цоло Вълков Топалски. След като османската полиция попада по следите на съзаклятниците и разкрива участниците в обира, 3-та правчани са осъдени и изпратени на заточение в Аргана Мадени, Мала Азия, където оковани са поставени при най-тежки условия. Вълко Цолов и Цветко Вълков намират там смъртта си, за което известява и издаваният от Христо Ботев в-к „Знаме“. Саможертвена е постъпката на поп Марко Тодоров, също замесен в обира, който се отравя, за да не предаде другарите си.
Голям е приносът на жителите на селото в освободителните борби на българския народ. Свободолюбивите правчани Васил Пенчов и Иван Пейов – Маруша участват в четата на Хаджи Димитър и Стефан Караджа. Драган Йотов от Правец е сред двестата четници на Ботев. 12 правчани се включват в Сръбско-турската война в четата на Филип Тотю – това са Васил Стаменов Вълков, Васил Йотов, Драган Йотов, Дончо Йотов, Иван Цветков, Иван Илиев, Иван Петков, Марин Цанов, Недко Йотов, Петър Ценов, Христо Николов и Никола Иванов Янин – значителен брой за малко селище като Правец. 10-има са в редовете на Българското опълчение през Освободителната война от 1877 – 1878 г.: Васил Стаменов Вълков, Иван Цветков, Илия Драгиев, Дончо Йотов, Христо Николов, Иван Петков Клисаря, Петър Ценов, Васил Стоянов, Марин Цанов и Петър Вълков.
На 10 и 11 ноември 1877 г. планинската позиция край Правец се превръща в театър на ожесточени бойни действия между настъпващия отряд на генерал Гурко и укрепилите се войски на Мехмед Али паша (генерал). Изтласкването на турците от тази стратегически важна позиция довежда до отварянето на пътя към София.

### След Освобождението
Освобождението заварва Правец като най-голямо село в Орханийска (Ботевградска) околия, равняващо се по население (2273 д. през 1881 г.) на околийския център Орхание и доближаващо по брой на учениците (160) градовете Етрополе, Троян и Тетевен. Към сборно село Правец се числят махалите Орешака, Бистрица, Поповска, Драгневска, Дръвница, Правешка Лакавица, Манастирица, Николешко бърдо и др. Населението се препитава главно със земеделие и търговия (разказват, че софийският мютесариф (областен управител) запитал орханийските (ботевградските) търговци дали в техния град има чужди търговци – френци, гърци или евреи да им развалят алъш-вериша: „нямаме – отговорили те, – но пък имаме правчани!“). Развито е овощарството – прочута е и правешката сливова ракия. Селото се слави с производството на хубавата правчанска каймак боза, а мнозина от жителите му упражняват бозаджийския занаят из градовете и селата на Дунавската равнина. Постепенно обаче селото запада и дава много изселници в гр. Орхание (Ботевград), из градовете на Дунавската равнина и в София. Известен брой семейства се изселват в Добруджа (Исперих, Дулово). През 1956 г. населението на Правец брои едва 941 души.

### След 1944 г.
След 9 септември 1944 г. селото бързо променя облика си – благоустроява се, изграждат се много обществени сгради. В Правец е изграден и Комбинатът по микропроцесорна техника.
Правец е родно място на Тодор Живков, дългогодишен лидер на БКП (1954 – 1989), министър-председател (1962 – 1971) и председател на Държавния съвет на Народна република България (1971 – 1989).
Правец е обявен за град по случай 1300-годишнината на Българската държава с указ на Държавния съвет на НРБ от 16 октомври 1981 г.

### Гербове на Правец
След обявяването му за град Правец получава и герб. Емблемата на града включва няколко елемента, като основният от тях е силуетът на родната къща на Тодор Живков – представляваща типичен образец на традиционния за този край дом от епохата на Възраждането. За девиз е възприет цитат от слово на Тодор Живков: „Моето родно село Правец е от памтивека бунтовно гнездо“.
След промените в началото на 1990-те години град Правец се сдобива с нов герб (Решение №67/09.10.1998 г. на Общински съвет в Правец). Този път в емблемата на града като основен елемент е поставен стилизиран златен лъв (lion passant) от епохата на Шишманова България на червено поле – този избор е повлиян от факта, че Правешкият край е сред последните огнища на съпротива срещу настъпващите османски завоеватели (на границата на землището на община Правец се намира историческата крепост Боженишки Урвич, защитавана от севаст Огнян, който, съгласно съхранения скален надпис, поддържал „вярата на Шишмана царя“). Новият девиз „по правия път нагоре“ кореспондира с името „правец“, което на старобългарски означава „прав път“.

## Религии
В преобладаващата си част населението на Правец традиционно изповядва източноправославното християнство.

## Икономика

### Преди 1989 г.
Основна статия Компютри Правец.
Компютрите „Правец“ от 1980-те години са наречени на Правец, като в града е построен завод, където да става тяхното производство. Основно компютрите „Правец“ са се произвеждали в Комбината по микропроцесорна техника в града. Серийно производство на „Правец-82“ се извършва в Прибостроителния завод, като заводи за производство на периферия има в Стара Загора (ДЗУ), Пазарджик (ЗМД), Пловдив (ЗЗУ), Михайловград (завод „Аналитик“). По този начин, при този този бум в производството, през 1980-те години България се нарежда на 3-то място в света по производство и използване на електронни устройства на глава от населението, а Правец заема централно място в българската индустрия за производство на персонални компютри.

### След 1989 г.
Основни отрасли на икономиката на града са: производство на пластмасови изделия, туризъм, месна и фуражна промишленост, като производството на компютри е преустановено.
Икономиката на Правец през годините на икономическия преход от планова към пазарна икономика следва общите белези на икономическото развитие на страната като цяло със силен спад на производството, свиване на пазара и рязко повишаване на безработицата.
На територията на община Правец са регистрирани над 600 икономически субекта, като най-голям дял имат тези от сферата на търговията.
През годините на прехода делът на частния сектор в Правец постепенно нараства, благодарение предприемчивостта на отделни бизнесмени, но предприемачите се сблъскват с проблеми като трудното осигуряване на суровини за преработка, основно, и силно стеснен пазар за реализация на готовата продукция. Макар че по своя обем това са малки предприятия, те осигуряват работни места и дават своя принос за ограничаване високия ръст на безработицата в Общината.

### „Микропроцесорни системи“ АД
В началото на 2004 г. се финализира сделката по продажбата на бившето структуропределящо предприятие на територията на Общината „Микропроцесорни системи“ АД и тече процес на продуктово и технологично преструктуриране на производството. Оздравяването на предприятието се явява най-важният фактор за значително намаляване високата безработица в Общината, и увеличаване постъпленията в Общинския бюджет.

### Завод за производство на комбинирани фуражи
Приватизираният бивш Завод за производство на комбинирани фуражи в брашнест и гранулиран вид („АГРОВИЛ ФУРАЖИ“) за всички видове животни успешно се справя с голямата конкуренция и стагнацията в развитието на животновъдството. При създаването на по благоприятна икономическа среда производственият капацитет на предприятието позволява значително увеличаване обема и номенклатурата на произведената продукция, което от своя страна ще доведе до разкриване на нови работни места.

## Образование

### Гимназия по компютърни технологии и системи
Националната професионална гимназия по компютърни системи и технологии (НПГ по КТС), известна също и със старото си име Учебен квалификационен технологичен център по микропроцесорна техника и технологии (УКТЦ по МТТ) е създадена през 1986  като резултат от икономическия бум в технологичната индустрия в началото на 1980-те години. Гимназията е по ръководството и в структурата на Техническия университет, София, като заедно с Технологично училище „Електронни системи“, София са единствените средни училища в България, тясно специализирани в изучаване на компютърни дисциплини.

### Гимназия „Алеко Константинов“
Гимназия по чужди езици „Алеко Константинов“ е многопрофилна гимназия, която има 30-годишна история. Гимназията има 600 учащи, около 100 учители и персонал, настоящият директор е Цветанка Щерионова.
Ежегодно след 7-и клас се приемат 5 класа (по 26 ученици), разпределени в 2 английски, 2 френски и 1 немска паралелка, а след 8-и клас – в професионални специалности „Хотелиерство“ и „Екскурзоводство“.
Гимназията разполага с модерна техника – 3 комютърни зали и мултимедийна езикова зала, също спортни бази: басейн, 2 физкултурни салона и няколко площадки.
Гимназията се отличава със съществувата организация сред учениците – в нея има няколко клуба по интереси, обществени и други ангажименти.

### City University – Международно висше бизнес училище
Сити Юнивърсити (град Белвю, щата Вашингтон, САЩ) предлага съвместно обучение в България чрез акредитираното Международно висше бизнес училище, Ботевград в неговите учебни бази в Правец и София.
В Правец по съвместните програми се изучават 5 бизнес специалности, като студентите придобиват степен бакалавър по бизнес администрация (BSBA).
Училището разполага с модерна учебна база, оборудвана със съвременни компютърни технологии. Има голямо разнообразие от модерни спортни площадки. На разположение на студентите са 2 луксозни общежития, като стаите са оборудвани с личен стационарен телефон, интернет и кабелна телевизия. Първото общежитие е построено през 2002, а второто през 2005 г.
Активно функционира Студентският сенат – организация, която се занимава с дейности в интерес на всички студенти. Сенатът работи и изключително плодотворно с община Правец и нейния кмет Румен Гунински.

## Забележителности

### Манастир „Св. Теодор Тирон“
Манастир „Св. Теодор Тирон“ в мах. Манастирица е паметник на културата. Храмът е построен през 1866 г. Интересна е неговата фасада – еднокорабна, псевдобазилика от атонски тип, с вградени релефи и барелефи по фасадата, които изобразяват руски монети, каменни надписи с името на майстора и ктитори. Ценни са иконите в т.ч. реставрираната храмова икона. Паметник на културата е и магерницата, част от битовата сграда – двукатна, с чардак.

### Църква „Св. Атанасий“
Паметник на културата. Трикорабна базилика, строена 1851 – 1853 г. Ценни са иконите от иконостаса.

### Руски паметник
Руският паметник, намиращ се на рида „Бърдо“, е построен през 1879 г. от местното население в знак на признателност към българските опълченци, руски и др. войни, загиналите в боевете за Правец на 10 и 11 ноември 1877 г. по време на Освободителната Руско-турска война. В сегашния си вид паметникът е от 1977 г. Представлява основа-правоъгълен постамент, върху него колона от полиран мрамор, завършваща с каменна топка /кълбо/. Върху постамента – възпоменателен текст на руски език.

### Войнишки паметник
Това е паметник на загиналите в Балканските войни (1912 – 1913) и Първата световна война (1915 – 1918). Издигнат е от местното наделение през 20-те години на 20. век на мегдана Орище (по-късно е преместен до църковния двор). В сегашния си вид е от 1934 г. – дялан мрамор във формата на пресечена пирамида, с кръст отгоре и с изваяни върху него релефи и имената на загиналите, с три стъпала от врачански камък.

### Паметник на Тодор Живков
Паметникът на Тодор Живков – първи секретар, впоследствие генерален секретар на ЦК на БКП (1954 – 1989), министър-председател (1962 – 1971) и председател на Държавния съвет на Народна република България (1971 – 1989) – се намира на входа на града, до Спортен комплекс „Правец“. Дело на скулптора проф. Секул Крумов. Направен е през 70-те години на ХХ век, когато култът към Живков се развива и поощрява с бурни темпове. През 2001 г. е изваден от фондовете на ул. „Шипка“ 6 – сградата на Съюза на художниците, и е поставен в специално оформена градинка на входа на Правец. На 8 септември 2001 г.  е открит тържествено, с почетна гвардейска рота, в присъствието на президента Георги Първанов.

### Исторически музей
Историческият музей на Правец се намира в центъра на града, пл. „Т. Живков“.
На 18 април 1981 г. официално се открива сградата на Културния комплекс в града и сградата на Историческия музей с първата музейна експозиция.
По своя профил и характера на фондовете си музеят е общоисторически. Като помощни звена функционират Научен архив и Библиотека. Разполага с постоянна експозиция и място за временни изложби. Експозицията отразява в общоисторически план развитието на Правешкия край от древността до първите десетилетия на 20 в.
Тематично – експозиционният план е разработен върху основата на богат снимков, документален и веществен материал – археологически, етнографски и др.; ценни произведения на българската иконопис 17 – 19 в., съхранявани във фонда. Част от документалния материал е заснет допълнително от някои държавни архиви.
Експозиционният разказ е осъществен спазвайки хронологическия и тематико-хронологическия принцип на показ на музейните експонати.
В експозиционната част на музея е направена възстановка на домашен кът с богат етнографски материал.
Чрез видеофилми посетителите могат да получат допълнително информация по отделни теми от историята на Правешкия край и според интересите си могат да направят своя избор.

### Музеен комплекс
Музеен комплекс (Приемна сграда). През 2002 г. ОбС на Община Правец предоставя на ИМ-Правец „Приемна сграда Правец“, която понастоящем се използва като Експозиционна зала. В нея са експонирани предадените на отговорно пазене от рез. „Бояна“ – София част от колекцията подаръци на Т. Живков, подарявани в качеството му на държавен глава на НР България. Експонатите включват предмети от цял свят и показват културното многообразие на различни страни и народи.
В Музейния комплекс се включва и Родната къща на Тодор Живков, която също е отворена за посетители. В сегашния си вид къщата е от 1974 г., когато е реставрирана. Представлява късновъзрожденски, балкански тип къща на два ката /етажа/ с архитектурна и етнографска възстановка.

### Попмаркова къща
Попмарковата къща е паметник на културата. Това е къщата на поп Марко Тодоров, съратник на Левски, замесен в обира на Орханийската хазна през есента на 1872 г., отровил се, за да не попадне в ръцете на турската власт. Представлява западнобалкански тип каменно-дървена къща от епохата на Българското възраждане. Запазено е скривалище на Левски. Къщата е реституирана, а собствениците ѝ не полагат никакви грижи за съхранението на този рядък за Правешкия край исторически паметник!

## Политика
Резултати от последните местни избори 2015: БСП (57%), ГЕРБ (31%) и други.

## Редовни събития
- Последна събота на януари – зимен спортно-туристически празник в местността Камичето над града.
- Тодоровден – храмов празник на Правешкия манастир. Традиционен събор („сбор“) на града.
- 3 март – национален празник – Освобождение на България. Тържествено издигане на националното знаме на площада. Туристически поход до Руския паметник в Лакавишкия рид (Бърдо) и поднасяне на венци на признателност към загиналите за освобождението на България.
- 2 май – храмов празник на църквата „Св. Атанасий Велики“.
- Спасовден – традиционен водосвет и курбан край вековния дъб в местността Драганското.
- Св. Троица – традиционна тържествена служба и курбан в Правешкия манастир.
- 20 юли – Илинден. Традиционен водосвет и курбан на тракийската могила „Св. Илия“.
- 6 септември – Ден на Съединението на България. Традиционен спортно-туристически събор в местността Моновец над града.
- 7 септември – отбелязване на годишнината от рождението на Тодор Живков.
- Септември – Моцартови музикални празници.
- 16 октомври – Ден на Правец. Годишнина от обявяването на Правец за град.
- 10 – 11 ноември (22 – 23 н.с.) – освобождение на Правец от османско владичество.
- 31 декември – 1 януари – традиционен среднощен новогодишен крос. Тържествено посрещане на Новата година на площада. Заря.

## Личности
| „                   | „Китното балканско село Правец е родило много мъжествени хора, които в своя скромен живот, когато е било необходимо, са поставяли любовта към отечеството, към хората, правдата и свободата над всичко.“ | “ |
| к.и.н. Сн. Николова | |   |

- Тодор Живков (1911 – 1998), български политик от БКП и държавник.
- Поп Марко Тодоров, възрожденски просветител и участник в националноосвободителното движение.
- Цветко Вълков, участник в националноосвободителното движение, диарбекирски заточеник.
- Вълко Цолов, участник в националноосвободителното движение, диарбекирски заточеник.
- Иван Пеев - Маруша, участник в националноосвободителното движение, четник в четата на Хаджи Димитър и Стефан Караджа.
- Васил Стаменов Вълков, участник в националноосвободителното движение, опълченец.
- Васил Маринов Тинчев, комунист-интербригадист в Испанската гражданска война.

## Архитектура
- Правец – галерия снимки
- Сграда на община Правец
- Площад пред сградата на Общината
- Площад пред сградата на Общината
- Център на Правец